# 小行星18099
小行星18099（18099 Flamini）是一颗绕太阳运转的小行星，为主小行星带小行星。该小行星于2000年6月6日发现。

## 轨道参数
小行星18099的轨道半长轴为2.9918804 UA，离心率为0.132。